# Eriocampa ovata
Eriocampa ovata is een vliesvleugelig insect uit de familie van de bladwespen (Tenthredinidae). De wetenschappelijke naam is gepubliceerd in 1761 door Linnaeus.

## Uiterlijk
De imagos van de wespen worden ongeveer 6,8-7,2 mm groot, zijn zwart en vrij gedrongen gebouwd. Kenmerkend is de roodgekleurde rugkant van het borststuk. Mannetjes worden bijna niet gevonden maar deze hebben de rode kleur niet. In tegenstelling tot de meeste zaagwespen zijn ze vrij eenvoudig te determineren. Dat geldt zeker voor de larven, die er een beetje uitzien als vogelpoep. De tot 20 mm lang wordende larven zijn over het hele lichaam bedekt met een witte schilferige wasachtige afscheiding die mogelijk bescherming biedt tegen vijanden.

## Habitat
De soort komt voor in Spanje, en Midden- en Noord- Europa en is herhaaldelijk geïntroduceerd in Noord-Amerika.
De larven zitten aan de onderkant van het blad van Elzen en eten met name van de bladeren van Zwarte els (Alnus glutinosa) en grijze els (Alnus incana).

## Levensloop
De volwassen wespen verschijnen in Mei-Juni (eerste generatie) en onder gunstige omstandigheden is er een tweede generatie in Juli-Augustus. De wespen planten zich maagdelijke voort (Parthenogenese), hier komen dus geen mannetjes aan te pas. Mannetjes worden dan ook zelden waargenomen in Europa en helemaal niet in Noord-Amerika. De eitjes worden gelegd in rijtjes in de hoofdnerf van elzen bladeren. De larven blijven aan de onderkant van de bladeren en eten regelmatige gaten in het bladoppervlak. Verpopping gebeurt in een cocon onder de grond.
De larve van de sluipvlieg soort Myxexoristops stolida is een endoparasiet van de Eriocampa ovata larve.